# Battaglia di Arques (1303)
La battaglia di Arques ebbe luogo ad Arques il 4 aprile 1303 nel corso della guerra di Fiandra tra l'esercito del regno di Francia e quello della contea delle Fiandre.

## Antefatto
Dopo la battaglia degli speroni d'oro la contea di Fiandra si era sbarazzata dell'occupazione francese. Il re di Francia Filippo il Bello, avidi di vendetta, raccolse un esercito al comando di Gaucher V di Châtillon, Connestabile di Francia. I fiamminghi, guidati da Guillaume de Juliers il Giovane, marciarono contro l'esercito francese. Il 30 agosto 1302 le due armate si fronteggiarono fra Arras e Douai, ritirandosi però senza combattere dopo alcuni giorni di trattative.

## La battaglia
Nella primavera del 1303, Guillaume de Juliers il Giovane attaccò Arques, difesa molto debolmente: la guarnigione francese fu annientata e la città bruciata. Lo Châtillon si precipitò verso Arques, ove lo attendevano i fiamminghi. Come alla battaglia degli speroni d'oro, Guillaume de Juliers pose la sua fanteria in formazione a ferro di cavallo. Per ore i francesi tentarono invano di spezzare i suoi ranghi e finirono col ritirarsi su Saint-Omer, lasciando sul campo numerosi morti e feriti. I fiamminghi risultarono vittoriosi, ma avevano perso circa 3 000 uomini, per cui non inseguirono il nemico in ritirata. L'invasione delle Fiandre era stata respinta ancora una volta.
L'anno successivo Filippo il Bello, che ricevette l'aiuto di Giovanni I di Hainaut, conte d'Olanda, prese la sua rivincita con la battaglia di Zierikzee.